# Карл Густав Мосандер
Карл Густав Мосандер (швед. Carl Gustaf Mosander; *10 вересня 1797, Кальмар, Швеція — 15 жовтня 1858, Ловен, Швеція) — шведський лікар та хімік. Першовідкривач лантану (1839), ербію (1843), тербію (1843).

## Біографія
Карл Густав Мосандер народився 10 вересня 1797 в Кальмарі, зараз Швеція, де й пішов до школи. У 12 років хлопець переїхав з матір'ю у Стокгольм, де почав навчатися аптечній справі. У 1817 році склав іспити на аптекаря. Працюючи аптекарем, зацікавився медициною і вступив до Каролінського Інституту, який закінчив із ступенем магістра хірургії у 1824 році. Після закінчення інституту протягом декількох років служив військовим хірургом. По завершенні хірургічної кар'єри, стає викладачем хімії в Каролінському Інституті і асистентом у мінералогічній колекції Шведського музею природної історії. Навчався і довгий час жив у квартирі Єнса Берцеліуса. З 1832 року був його асистентом, а після відставки Берцеліуса у 1836 у стає його наступником на посаді професора хімії і фармакології Каролінського інституту.

## Відкриття хімічних елементів
У 1826 Мосандер припустив, що в церіевій землі, крім церію, міститься оксид іншого елемента, після чого почав ретельне дослідження сполук церію. У 1833 році Карл Густав Мосандер був обраний членом Шведської королівської академії наук.
У 1839 році, вивчаючи сполуки церію, виявляє лантан — в результаті дослідження зразків нітрату церію, що частково розклалися. У тому ж — 1839 повідомляє про відкриття ще одного елемента «Дидимію». Однак в 1885 році австрійський хімік К. Ауер фон Вельсбах показав, що дідім є сумішшю двох рідкісноземельних елементів — неодиму та празеодиму. У 1843 році, застосовуючи аналогічні припущення до іттрієвої землі, відкрив ще два елементи ітрій, ербій і тербій.